# Próby Mojżesza
Próby Mojżesza (Młodość Mojżesza) – fresk autorstwa Sandro Botticellego, znajdujący się w Kaplicy Sykstyńskiej.

## Opis
Tematem fresku są opisane w Księdze Wyjścia dzieje Mojżesza od ucieczki do kraju Madianitów do otrzymania od Boga misji wyprowadzenia Izraelitów z Egiptu. Złożona kompozycja rozwija się linearnie, poszczególne partie obrazu odpowiadają następstwu czasowemu elementów opowieści. Postać Mojżesza jest łatwa do zidentyfikowania dzięki żółtej tunice i zielonemu płaszczowi. Narracja rozpoczyna się od prawej, sceną zabicia Egipcjanina napastującego Hebrajczyka i ucieczki Mojżesza (Wj 2,11-15). Następna scena ukazuje Mojżesza przepędzającego pasterzy znieważających córki Jetry; w środkowej części obrazu prorok ukazany został w ich towarzystwie, nabierający wodę ze studni i pojący stado (Wj 2,16-22). W głębi obrazu widać Mojżesza wypasającego stado na górze Horeb i ściągającego obuwie, a następnie rozmawiającego z Bogiem ukazującym mu się w krzewie gorejącym. Na pierwszym planie w części lewej fresku widać Mojżesza wyruszającego wraz ze swoim ludem w wędrówkę do Ziemi Obiecanej (Wj 3,1-12).
Na fryzie ponad obrazem znajduje się jego łaciński tytuł: TEMPTATIO MOISI LEGIS SCRIPTAE LATORIS.

## Interpretacja
Próby Mojżesza programowo komponują się ze znajdującym się na przeciwległej ścianie freskiem Kuszenie Chrystusa. Mojżesz stanowi prefigurację Jezusa: zabicie Egipcjanina znajduje swoją korelację w pokonaniu szatana, zaś przy studni prorok został ukazany jako Dobry Pasterz.
Postać Mojżesza zdejmującego sandał mogła zostać zainspirowana rzymską rzeźbą przedstawiającą chłopca wyjmującego cierń z nogi (Spinario). Przeniesienie przez Botticellego wydarzeń z życia Mojżesza z pustyni synajskiej w scenerię rzymską sugeruje uaktualnioną interpretację, mogącą się odnosić do Kościoła katolickiego będącego wzorem Mojżesza powołanym przez Boga przewodnikiem wiernych.